# DSC Posen
Der Deutsche Sportclub Posen (kurz DSC Posen) war während des Zweiten Weltkriegs ein kurzlebiger Sportverein aus der Stadt Posen (poln. Poznań) im besetzten Polen. Nach der Rückeroberung des Warthelands durch die Rote Armee wurde der Verein aufgelöst.

## Geschichte

### Fußball
Der Verein wurde 1904 als Deutscher SV Posen gegründet, 1920 aufgelöst und 1939 als Deutscher SC Posen wiedergegründet und nahm damit das erste Mal in der Saison 1941/42 an der Gauliga Wartheland teil. Im Halbfinale war der Gaumeisterschaft unterlag die Mannschaft dann dem späteren Meister, dem LSV Posen. Zur Saison 1942/43 wurde der Verein in die Staffel 1 eingruppiert und konnte am Ende den ersten Platz mit 15:1 Punkten für sich beanspruchen, was zudem an der Teilnahme des Finales der Gaumeisterschaft berechtigte. Das Spiel gegen den Sieger der Staffel 2, der SG OrPo Litzmannstadt, ging dann am Ende jedoch auswärts mit 5:0 verloren. Nach der Zusammenlegung der beiden Staffeln in eine Liga aus zehn Teilnehmern in der darauf folgenden Saison konnte der Verein am Ende nur noch den fünften Platz mit einem ausgeglichenen Punkteverhältnis von 18:18 für sich behaupten. Zur Saison 1943/44 schaffte die Mannschaft dann mit dem vierten Platz und 13:13 Punkten wieder eine bessere Platzierung. Zur nächsten Saison konnte dann kein Spielbetrieb mehr aufgenommen werden.

### Handball
In der Saison 1941/42 wurde die Frauenmannschaft des DSC Meister der Bereichsklasse Wartheland im Feld-Handball. In der Vorrunde scheiterte die Mannschaft jedoch bereits am 22. August 1942 an der Leichtathletik-Vereinigung Danzig mit 3:2. In der darauf folgenden Saison konnte erneut die Meisterschaft in der Gauliga Wartheland erreicht werden. Hier scheiterte man erneut in der 1. Vorrunde, dieses Mal am Stettiner SC mit 8:2.